# Hersilia sigillata
Hersilia sigillata är en spindelart som beskrevs av Benoit 1967. Hersilia sigillata ingår i släktet Hersilia och familjen Hersiliidae. Inga underarter finns listade i Catalogue of Life.